# Herman M. Kalckar
Herman Moritz Kalckar (født 26. marts 1908 i København, død 17. maj 1991 i Cambridge, Massachusetts) var en dansk-amerikansk læge, professor, dr.med. & dr.phil. h.c.

## Karriere
Han var søn af vekselerer Ludvig Kalckar (1860-1931) og hustru Bertha Rosalie født Melchior (1875-1943), blev student 1926 og tog medicinsk eksamen 1933. Han blev assistent ved Københavns Universitets medicinsk-fysiologiske institut 1936, fast videnskabelig assistent sammesteds 1937 og dr.med. 1939. Kalckar var på ophold ved universitetet i Californien og Washington University in St. Louis, som International Research Fellow of the Rockefeller Foundation 1939-41 og var under Anden Verdenskrig Member of Research Staff, Public Health Research Institute, New York City 1943-46. 1946 vendte han hjem og blev amanuensis ved Københavns Universitets medicinsk-fysiologiske institut, blev bestyrer af afdelingen for vævsenzymologi ved samme 1947 og var direktør for Københavns Universitets institut for cytofysiologi fra 1949 til 1956.
Kalckar blev kaldet til at give forelæsninger under programmet Harvey Lectures 1949-50, blev visiting professor ved National Institutes of Health, Bethesda, Amerika 1953, afdelingschef ved samme 1957 og amerikansk statsborger samme år. 1958 blev han Professor of Biochemistry, Johns Hopkins University, Member of Collum Pratt Institute, Professor of Biological Chemistry, Harvard University Medical School, Boston, og chef for Biochemical Research Department, Massachusetts General Hospital, Boston 1961.

## Hæder
Han blev medlem af New York Academy of Sciences 1944, Fellow i samme selskab 1946, Honorary Member of Harvey Society, New York, medlem af Det kgl. Danske Videnskabernes Selskab 1948 og udenlandsk medlem af samme 1958, medlem af National Academy of Sciences, Washington D.C. 1959, Fellow, American Academy of Arts and Sciences, modtog Saunders Award, Philadelphia. Han blev æresdoktor ved Washington University in St. Louis og ved andre amerikanske universiteter. I 1979 blev han æresdoktor ved Københavns Universitet.
Kalckar blev gift 20. juli 1936 på Københavns Rådhus (borgerlig vielse) med musikpædagog Vibeke Schall Meyer (7. juli 1911 i København - ?), datter af overretssagfører Poul Sally Meyer (1872–1957) og Johanne Augusta Schall født Christiansen (1885-1963). Ægteskabet blev opløst.

## Forfatterskab
- Phosphorylations in Kidney Cortex, Review of a Dissertation, 1938.
- Fosforyleringsprocesser i dyrisk Væv, disputats, 1938.
- "Essay on Biochemical Genetics" (Perspectives in Biology & Medicine, Vol. I), Ciba Lecture 1959 om samme emne
- Galactose biosyntese and Cell Sociology Science, 1965.
- First Jean Weigle Memorial Lecture, California Institute of Technology, 1970 Periplasmic Binding Proteins, Transport and Chemotaxis
- Biological Phosphorylations Development of Concepts, 1969.
- (Ed., et al.): The Rolc of Nucleotides for the Function and Conformation of Enzymes, 1969.
- Afhandling vedr. abnormt galaktose-stofskifte ved arvelig galaktosediabetes samt afhandlinger i videnskabelige tidsskrifter specielt om purinstoffernes enzymologi